# Gösta Gahm
Gösta Fredrik Gahm, född 7 juli 1942 i Jönköping, död 27 december 2020 i Saltsjöbaden, var en svensk astronom och  professor i astronomi vid Stockholms universitet (Stockholms Observatorium). 
Gösta Gahm var 2000–2010 ordförande i Svenska Astronomiska Sällskapet, och var huvudinitiativtagare till det populärvetenskapliga projektet Sweden Solar System.

## Utmärkelser
Asteroiden 10997 Gahm är uppkallad efter honom.